# أكيهيتو كوسونوسي
أكيهيتو كوسونوسي (باليابانية: 楠瀬 章仁) (4 ديسمبر 1986 في كوتشي في اليابان – )؛ هو لاعب كرة قدم ياباني سابق كان يلعب كلاعب وسط.

## وصلات خارجية
- أكيهيتو كوسونوسي على موقع رابطة كرة القدم اليابانية للمحترفين (اليابانية)
- أكيهيتو كوسونوسي على موقع قاعدة بيانات كرة القدم.إي يو (الإنجليزية)
- أكيهيتو كوسونوسي على موقع Soccerway.com (الإنجليزية)
- أكيهيتو كوسونوسي على موقع عالم كرة القدم.نت (الإنجليزية)
- أكيهيتو كوسونوسي على موقع كووورة